# Відносини Папуа Нова Гвінея — Європейський Союз
Відносини Папуа Нової Гвінеї та Європейського Союзу — це зовнішні відносини між країною Папуа Нова Гвінея та Європейським Союзом. Співпраця між двома сторонами розвивається в рамках Угоди Котону в рамках ширшого співробітництва АКТ-ЄС у розвитку. Хоча сусідня Австралія як найбільший донор є єдиною країною, яка надає пряму бюджетну підтримку, Європейський Союз є одним з основних інших джерел міжнародної допомоги в країні. З 2011 року Європейський Союз є другим за величиною експортним ринком, на який припадає 9,2% загального експорту країни.
Папуа-Нова Гвінея була однією з країн регіону, яка активно брала участь в ініціативах заміни Ломейської конвенції на Угоду про регіональне економічне партнерство з ЄС, що в кінцевому підсумку призвело до кількох окремих двосторонніх угод. Папуа-Нова Гвінея підписала конвенції Ломе II, III і IV, в яких визначила розвиток сільських районів і людських ресурсів як основні сектори допомоги розвитку.
У 2002 році виборча місія Європейської комісії відвідала країну, але порадила не проводити повномасштабне спостереження ЄС за загальними виборами 2002 року в Папуа-Новій Гвінеї через міркування безпеки. У 2007 році дві сторони підписали тимчасову угоду про економічне партнерство, яка звільняє від тарифів і обмежень квот для консервованого тунця та копчених корейок, вироблених в Папуа-Новій Гвінеї. Дві сторони підписали Національну індикативну програму (NIP) на 2014-2020 рр., згідно з якою Європейський Союз зобов’язався виділити 184 мільйони євро допомоги розвитку, розділених на 85 мільйонів на сільське підприємництво, інвестиції та торгівлю, 60 мільйонів на воду, санітарію та гігієну, 30 мільйонів на освіту. та 9 млн на заходи підтримки.
У березні 2021 року, в контексті суперечки щодо вакцини між Брюсселем і Канберрою, прем’єр-міністр Австралії Скотт Моррісон закликав Європейський Союз надіслати 1 мільйон вакцин проти COVID-19 до Папуа-Нової Гвінеї, запит, який був прийнятий наступного місяця.